# Teresa Rius Colet
Teresa Rius Colet (Roda de Berà, 3 de maig de 1912 - Barcelona 19 de setembre de 1987), republicana i militant de la CNT.
Teresa Rius va ser treballadora tèxtil, republicana i militant de la CNT, i va formar part del comitè de control de la fàbrica de D. Antoni Martí – Teixits Berà. El 23 de març de 1939 va ser detinguda a Barcelona quan intentava fer gestions per reunir-se amb el seu marit Josep Mercadé Arall, presoner als camps de concentració del Sud de França amb la intenció d'exiliar-se a Mèxic. Ja no va tornar al seu poble, va ser ingressada a la Presó de Dones de les Corts, deixant un fill petit, Joan Mercadé Rius.
El consell de guerra va tenir lloc el 21 de juliol de 1939, l'acusació es basa en els informes de l'alcaldia del poble, de la F.E.T. i de les J.O.N.S i es fonamenta en la relació de la Teresa amb el seu marit com a membre revolucionari del poble, la qual cosa va ser un agreujant en la sentència. Fou condemnada a 12 anys i 1 dia. Va obtenir la llibertat condicional el 7 de setembre de 1940. Va romandre a la presó 18 mesos i 14 dies.
En sortir de la presó i tornar al poble, l'encarregat de la fàbrica li va negar la possibilitat d'incorporar-se a la seva feina per ser la dona d'un republicà i, sense recursos, va haver de buscar treball a Barcelona. Posteriorment, amb gairebé quatre anys de retard, va rebre la fatal notícia que el seu marit havia estat exterminat a Mauthausen.